# Robert C. Merton
Robert Cox "Bob" Merton, född 31 juli 1944 i New York i New York, är en amerikansk nationalekonom som tilldelades Sveriges Riksbanks pris i ekonomisk vetenskap till Alfred Nobels minne 1997 för sina insatser rörande prissättning av optioner, särskilt den första prissättningsmodellen för kontinuerliga alternativ, Black-Scholes-Merton-modellen.
Mertons nuvarande (2021) forskning är inriktad på ämnena: livscykelinvesteringar och pensionsfinansiering, mätning och övervakning av systemrisker i makrofinansiering, och finansiell innovation i kombination med förändrad dynamik i finansinstitut.

## Biografi
Merton hade en judisk far, sociologen Robert K. Merton och mor, Suzanne Carhart, som kom från en methodistfamilj. Han växte upp i Hastings-on-Hudson, NY. Han tog kandidatexamen i ingenjörsmatematik från School of Engineering and Applied Science of Columbia University, masterexamen i vetenskap vid California Institute of Technology och sin doktorsexamen i ekonomi vid Massachusetts Institute of Technology 1970 under handledning av Paul Anthony Samuelson. Han började sedan vid fakulteten vid MIT Sloan School of Management, där han undervisade fram till 1988. Därefter flyttade han till Harvard University, där han var professor i företagsekonomi från 1988 till 1998. Han var universitetsprofessor 1998-2010 och avslutade sin karriär på MIT Sloan School of Management 2010 som professor emeritus.

## Vetenskapligt arbete
Mertons forskning är inriktad på finansteori med livscykelfinansiering, optimalt intertemporalt portföljval, prissättning av kapitaltillgångar, prissättning av optioner, riskabla företagsskulder, lånegarantier och andra komplexa derivatpapper. Han har också skrivit om finansinstitutens verksamhet och reglering. Mertons nuvarande (2021) akademiska intressen riktas främst mot finansiell innovation och dynamik i institutionella förändringar, kontroll av spridningen av makroekonomiska risker och förbättringsmetoder för att mäta och hantera statsrisker. Han är författare till Continuous-Time Finance, och medförfattare till Cases in Financial Engineering: Applied Studies of Financial Innovation och The Global Financial System: A Functional Perspective och finansiell ekonomi. Merton är en av grundarna av Annual Review of Financial Economics.
Merton har också erkänts för att översätta finansvetenskap till praktik. Han mottog den första financial engineer of the year award från International Association of Financial Engineers 1993, som också valde honom till hedersledamot. Derivatives Strategy magazine utnämnde honom till sin Derivatives Hall of Fame liksom Risk magazine till sin Risk Hall of Fame. Han fick också Risk's Lifetime Achievement Award för bidrag till riskhanteringsområdet. Merton var en framstående kollega vid Institute for Quantitative Research in Finance ("Q Group") och en kollega till Financial Management Association och fick Nicholas Molodovsky Award från CFA Institute.
Mertons första professionella samarbete med en hedgefond kom 1968. Hans rådgivare vid den tiden, Paul Samuelson, introducerade honom till Arbitrage Management Company (AMC), för att börja samarbeta med grundaren Michael Goodkin och verkställande direktören Harry Markowitz. AMC är det första kända försöket till datoriserad arbitragehandel. Efter en framgångsrik verksamhet som privat hedgefond såldes AMC till Stuart & Co. 1971. År 1993 var Merton medgrundare till en hedgefond, Long-Term Capital Management, som hade högavkastning under fyra år men senare förlorade 4,6 miljard dollar 1998 och löstes ut av ett bankkonsortium som stängde den i början av 2000.

## Utmärkelser och hedersbetygelser
- 1986, blev Merton ledamot av the American Academy of Arts and Sciences.[15]
- 1986, valdes Merton till president i the American Finance Association.[16]
- 1993, invaldes Merton som ledamot av the U.S. United States National Academy of Sciences.
- 1993, tilldelades Merton the International INA - Accademia Nazionale dei Lincei Prize, National Academy of Lincei, Rome.[9]
- 1993, vann Merton det första Financial Engineer of the Year Award från the International Association of Financial Engineers (nuvarande International Association for Quantitative Finance).[17]
- 1994, blev Merton hedersledamot av the International Association of Financial Engineers.
- 1997, blev Merton hedersmedlen i the Institute for Quantitative Research in Finance ('Q Group').[9]
- 1997, tilldelades Merton the Sveriges Riksbanks pris i ekonomisk vetenskap till Alfred Nobels minne tillsammans med Myron Scholes för deras arbete med aktieoptioner.[18]
- 1998, erhöll Merton the Michael I. Pupin Medal for Service to the Nation av Columbia University.[19]
- 1999, tilldelades Merton prestationsutmärkelse inom matematisk ekonomi.[20]
- 2000, blev Merton FMA Fellow vid the Financial Management Association.[21]
- 2000, blev Merton vald till medlem i the Society of Fellows, American Finance Association.[22]
- 2005 öppnade Baker Library at Harvard University The Merton Exhibit till hans ära.[23]
- 2009, tilldelades Merton Robert A. Muh Award i humaniora, konst och samhällsvetenskap från Massachusetts Institute of Technology.[24]
- 2009, tilldelades Merton Tjalling  C. Koopmans Asset Award från Tilburg University.[25]
- 2010, tilldelades Merton Kolmogorovmedaljen av the University of London.[26]
- 2010, tilldelades Merton Hamiltonmedaljen av the Royal Irish Academy.[27]
- 2011, mottog Merton the CME Group Melamed-Arditti Innovation Award.[28]
- 2013, mottog Merton the WFE Award for Excellence från the World Federation of Exchanges.[29]
- 2014, fick Merton the Lifetime Achievement Award från the Financial Intermediation Research Society.[30]
- 2017, fick Merton the Finance Diamond Price från the Fundacion de Investigacion IMEF, Mexico.[31]